# 푸틴주의

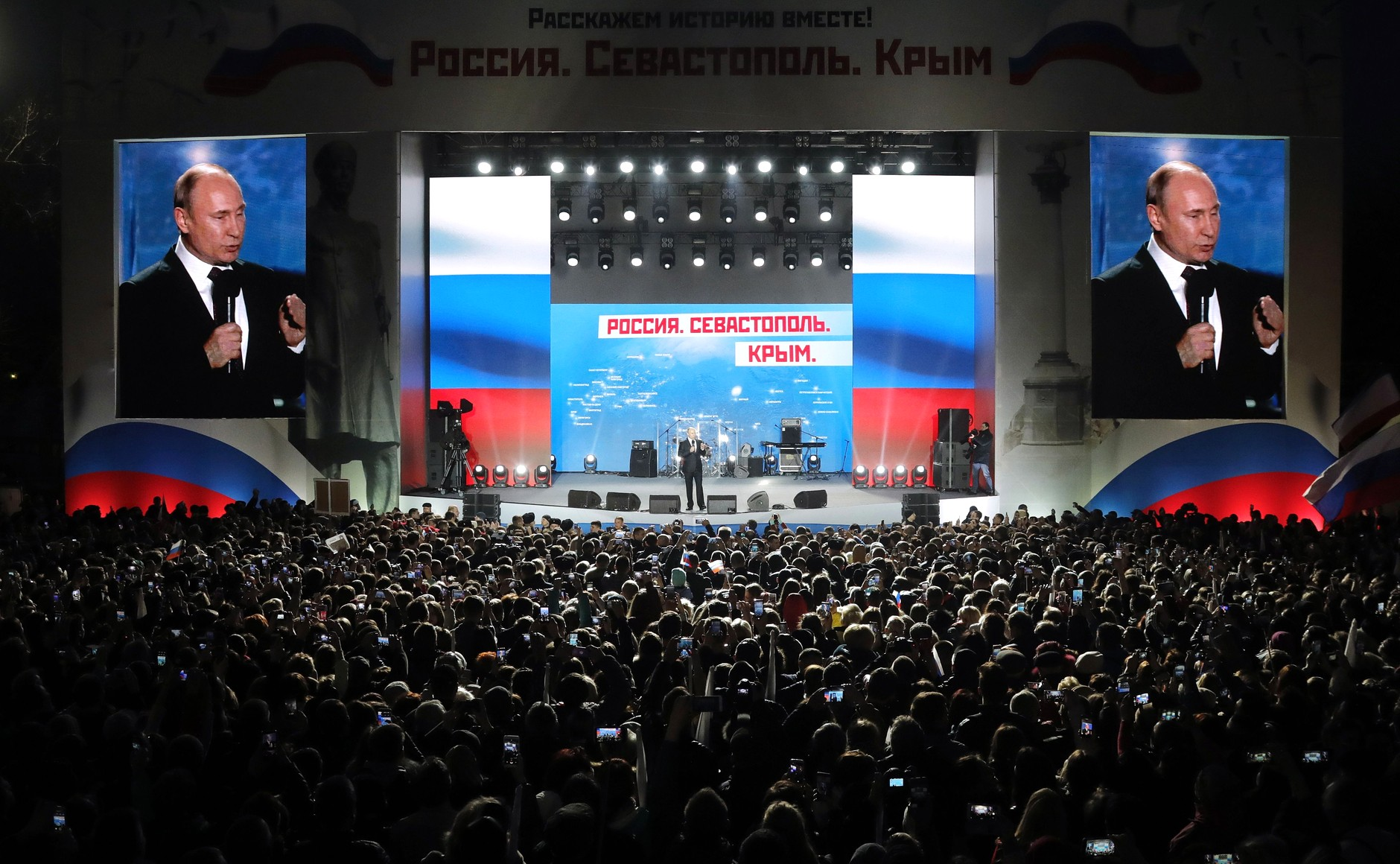

푸틴주의 또는 푸티니즘(러시아어: Путинизм)은 블라디미르 푸틴의 대통령 임기 동안 형성된 러시아의 사회적, 정치적, 경제 체제이다. 푸틴주의는 러시아 연방보안국(FSB), 러시아 내무부, 러시아 연방군, 러시아 국민위병 등 총 22개 정부기관 출신의 '군장을 찬 사람들'인 전직 및 현직 '실로비크'의 손에 정치·금융 권력이 집중된 것이 특징이다. 아놀드 베이크만에 따르면, "21세기의 푸틴주의는 20세기의 스탈린주의만큼이나 중요한 표어가 되었다."
푸틴의 측근과 친구들이 러시아 국가와 경제 자산을 체카주의에 따라 인수했으며, 이들은 러시아 올리가르히의 핵심을 차지하고, 러시아의 재정, 언론, 행정에 대한 통제권을 장악했다. 이들은 러시아의 민주주의와 인권을 제한한다. 줄리 앤더슨에 따르면, 러시아는 "FSB의 국가"로 변화했다.
"푸틴주의"라는 단어는 2000년 1월 11일 출간된 안드레이 피온츠코프스키의 저서 <소베츠카야 로시야>에 처음 등장했고, 같은 날 야블로코 웹사이트에도 올라왔다. 안드레이는 푸틴주의를 "러시아에서 도적 자본주의의 최고이자 마지막 단계로, 잊혀진 고전에서 말했듯이 부르주아 계급이 민주적 자유와 인권의 깃발을 배 밖으로 던지는 단계이자 언론과 정보의 세뇌, 외부 세계로부터의 고립, 그리고 더 나아가 경제적 퇴보"라고 말했다.

## 같이 보기
- 마르크스 레닌주의
- 루스키 미르
- 스탈린 주의
- 마오쩌둥 사상
- 주체사상
- 선군사상
- 시진핑 사상

다른 개인들
- 드골주의
- 페론주의
- 간디주의
- 보나파르트주의